# Euaontia
Euaontia là một chi bướm đêm thuộc họ Erebidae.

## Loài
- Euaontia clarki Barnes & McDunnough, 1916
- Euaontia semirufa Barnes & McDunnough, 1910